# Horace Harrison

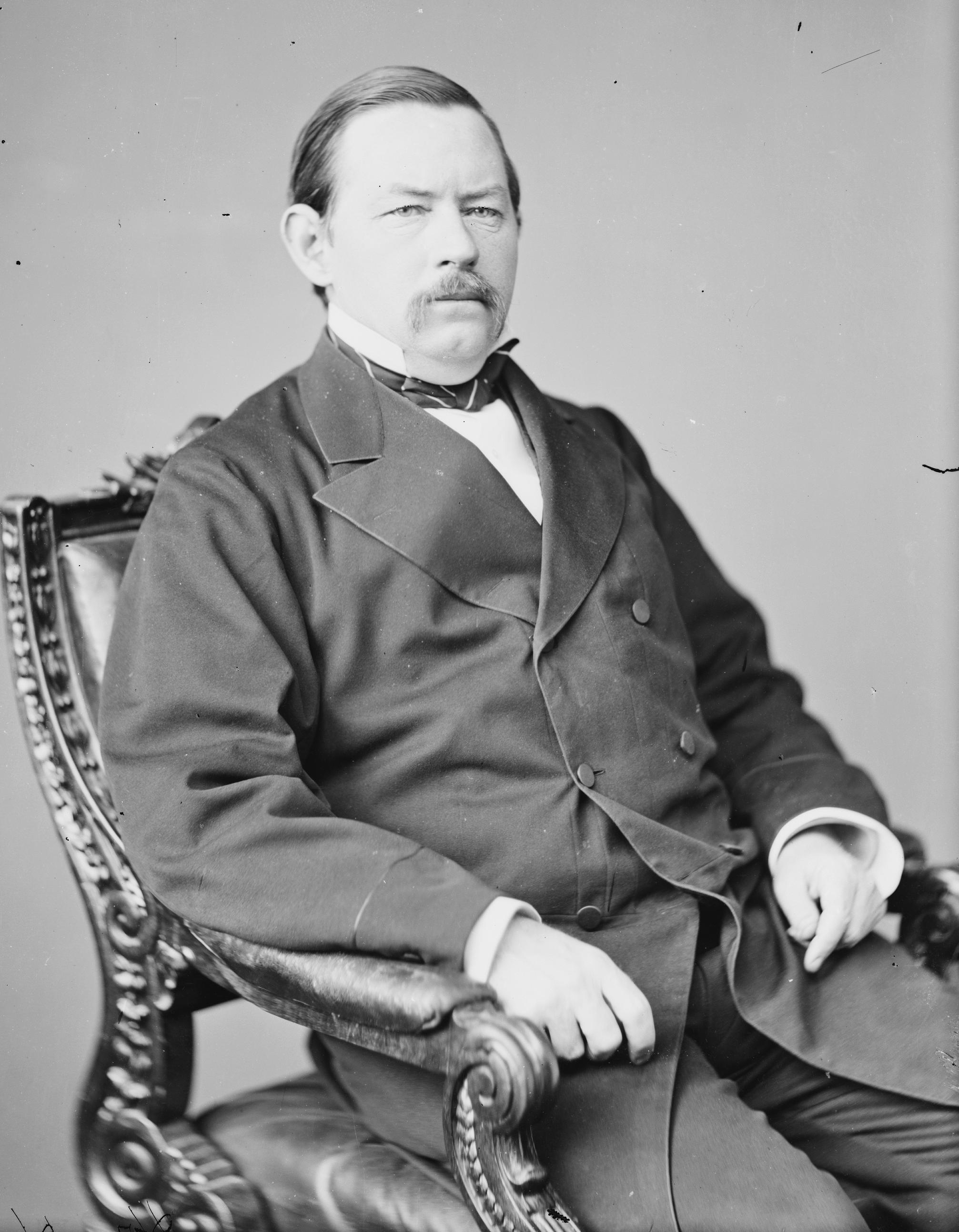
Horace Harrison

Horace Harrison Harrison (* 7. August 1829 in Lebanon, Tennessee; † 20. Dezember 1885 in Nashville, Tennessee) war ein US-amerikanischer Jurist und Politiker. Zwischen 1873 und 1875 vertrat er den Bundesstaat Tennessee im US-Repräsentantenhaus.

## Werdegang
Horace Harrison besuchte zunächst die Carroll Academy und studierte dann klassische Altertumswissenschaften. 1841 zog er mit seinen Eltern nach McMinnville. Dort arbeitete er später als Gerichtsdiener und Notar. In den Jahren 1851 und 1852 war er Verwaltungsangestellter beim Senat von Tennessee. Nach einem anschließenden Jurastudium und seiner im Jahr 1857 erfolgten Zulassung als Rechtsanwalt begann er in McMinnville in seinem neuen Beruf zu arbeiten. Im Jahr 1859 verlegte er seine Kanzlei und seinen Wohnsitz nach Nashville.
Von 1863 bis 1866 war Harrison Bundesstaatsanwalt; in den Jahren 1867 und 1868 fungierte er als Richter am Tennessee Supreme Court. Anschließend war er von 1872 bis 1873 noch einmal Bundesstaatsanwalt. Politisch war Harrison Mitglied der Republikanischen Partei. Bei den Kongresswahlen des Jahres 1872 wurde er im fünften Wahlbezirk von Tennessee in das US-Repräsentantenhaus in Washington, D.C. gewählt, wo er am 4. März 1873 die Nachfolge von Edward Isaac Golladay antrat. Da er bei den Wahlen des Jahres 1874 dem Demokraten John Morgan Bright unterlag, konnte er bis zum 4. März 1875 nur eine Legislaturperiode im Kongress absolvieren. Bis heute ist er der letzte Republikaner, der den fünften Distrikt von Tennessee dort vertrat.
1880 war Horace Harrisson Delegierter zur Republican National Convention in Chicago, auf der James A. Garfield als Präsidentschaftskandidat nominiert wurde. In den Jahren 1880 und 1881 saß er noch als Abgeordneter im Repräsentantenhaus von Tennessee. Er starb am 20. Dezember 1885 in Nashville.